# 獵人之夜
《獵人之夜》（英語：The Night of the Hunter）是英國演員查爾斯·勞頓所執導一部電影，也是他生涯唯一擔任導演的電影，是美國電影史上相當具有影響力的一部電影。

## 劇情簡介
故事发生于1930年代。
一个抢劫银行并杀了两人的罪犯把抢来的1万美元交给年幼的儿子，要他和妹妹好好保管。之后他被警察捉拿归案并判处了死刑。在行刑前他告诉自己的狱友——传教士哈利：他把抢来的一万块钱藏在了自己的房间里。
哈利出狱后便到处寻找这名死刑犯的遗孀，并尽全力的追求她最后与她结婚。当他知道这个女人并不知道这笔钱的藏匿地后，他杀死了她并使之沉溺河底。随后，通过威逼利诱，他又从这对知情的小兄妹那里得知了钱的下落：原来钱藏在布娃娃里。
后来孩子们抢先带着钱逃出了哈利的魔掌，并乘船逃到了年迈的爱收养孤儿的拉切尔家里。后来哈利找到他们，拉切尔用枪保护孩子们与之对抗。最终哈利被警察抓住，并受到了法庭的审判。

## 角色
- Robert Mitchum - Reverend Harry Powell
- Shelley Winters - Willa Harper
- Lillian Gish - Rachel Cooper
- Billy Chapin - John Harper
- Evelyn Varden - Icey Spoon
- Peter Graves - Ben Harper
- Sally Jane Bruce - Pearl Harper
- James Gleason - Birdie Steptoe
- Don Beddoe - Walt Spoon
- Gloria Castillo - Ruby

## 評價与荣誉
影片上映后劣评如潮，票房惨败，导致劳顿再也不执导任何电影。几十年以后却逐渐得到影评人的赞赏，被认为是美国1950年代伟大的作品之一。
荣誉
- AFI百年百大驚悚電影-34位
- AFI百年百大英雄与反派-反派-Powell-29位
- 《帝国杂志》将其列为最伟大的500部电影的71位
- 1992年被美国国家电影登记部收藏于国会图书馆

## 外部連結
- 互联网电影数据库（IMDb）上《The Night of the Hunter》的资料（英文）
- 豆瓣电影上《獵人之夜》的資料 （简体中文）